# Fricourt British Cemetery
Fricourt British Cemetery is een Britse militaire begraafplaats met gesneuvelden uit de Eerste Wereldoorlog, gelegen in de Franse dorp Fricourt (departement Somme). De begraafplaats werd ontworpen door William Cowlishaw en ligt langs de Rue d’ Arras op 580 m te zuidoosten van de dorpskerk (Église Saint-Jean-Baptiste). Ze heeft een onregelmatige vorm en wordt aan drie zijden omgeven door een lage bakstenen muur en een haag aan de straatkant. Doordat het terrein iets lager ligt dan het straatniveau bestaat de toegang uit enkele treden naar beneden waarachter het Cross of Sacrifice staat opgesteld. De begraafplaats wordt onderhouden door de Commonwealth War Graves Commission. 
Er worden 133 doden herdacht waarvan 1 niet meer geïdentificeerd kon worden.

## Geschiedenis
Fricourt lag tot 30 juni 1916 net binnen de Duitse frontlinie. Op 1 juli werd het door de Britse 17th Division bestormd en ’s anderendaags door hen bezet. Vanaf 25 maart 1918 tot 26 augustus 1918 was het dorp terug in vijandelijke handen als gevolg van het Duitse lenteoffensief.
De begraafplaats werd tussen 5 en 11 juli 1916 aangelegd door het 7th East Yorkshire Regiment. Het merendeel van de doden behoorden tot dit regiment. Het werd gebruikt tot eind oktober van dat jaar en opnieuw in 1918.
Er liggen 132 Britten en 1 Nieuw-Zeelander begraven. Eén slachtoffer kon niet meer geïdentificeerd worden en voor 1 Brit werd een Special Memorial opgericht omdat zijn graf niet meer gelokaliseerd kon worden. In het midden van de begraafplaats ligt een gedenksteen met de vermelding dat hier 59 slachtoffers liggen die worden herdacht met Special Memorials die langs de muren aan de voorzijde van de begraafplaats staan opgesteld. In de noordoostelijke hoek staat een gedenkkruis als herinnering aan de manschappen van het 7th Bn Green Howards die in deze veldslag omkwamen.

## Onderscheiden militairen
- Ronald Henry Greig, majoor bij de Royal Engineers werd onderscheiden met de Distinguished Service Order (DSO).
- E. Banks, Ernest Barnes, H. Pragnell en Andrew Carswell Todd ontvingen de Military Medal (MM).